# Едуардо да Сілва
Едуа́рдо А́лвес да Сі́лва (порт. Eduardo Alves da Silva, нар. 25 лютого 1983, Ріо-де-Жанейро, Бразилія) — колишній хорватський футболіст бразильського походження, нападник.

## Клубна кар'єра
Розпочав футбольну кар'єру у юнацькій команді клубу «Бангу» з однойменного передмістя Ріо-де-Жанейро. Гра молодого футболіста привернула увагу скаутів хорватського клубу «Динамо» (Загреб), які у вересні 1999 запросили його на оглядини до Хорватії. З лютого 2000 року Едуардо почав на постійній основі тренуватися з юнацькою командою загребського клубу.

### «Динамо» (Загреб)
Влітку 2001 року молодий форвард дебютував у складі «Динамо» у матчах першості Хорватії, усього протягом сезону 2001—2002 відіграв у 4 матчах чемпіонату.

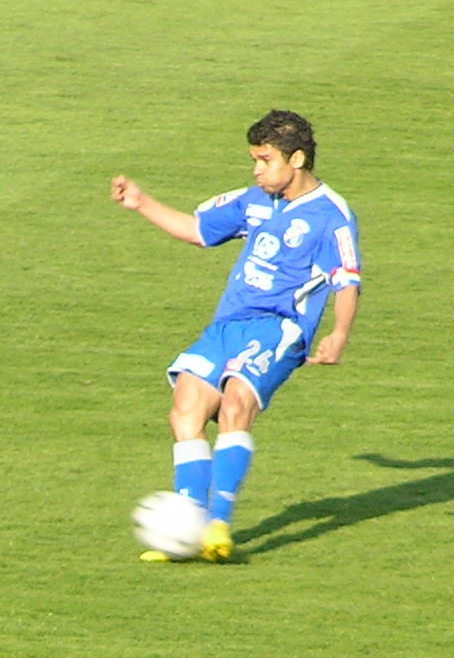
Едуардо під час виступів за «Динамо» (Загреб). 7 квітня 2007 року

Сезон 2002—2003 гравець провів на умовах оренди у складі клубу «Інтер» із Запрешича (околиця Загреба), що на той час змагався у другій за ієрархією лізі хорватського футболу. Отримав досвід дорослого футболу та добре себе зарекомендував, відзначившись 10 забитими голами у 15 проведених зустрічах.
Повернувшись влітку 2003 року з оренди до «Динамо», почав на регулярній основі залучатися до стартового складу команди та швидко прогресувати. Вже за результатами 2004 року був визнаний найкращим гравцем чемпіонату Хорватії, згодом повторив це досягнення у 2006 та 2007 роках. Допоміг команді здобути два титули чемпіонів Хорватії поспіль у 2006 та 2007 роках, а також перемоги у розіграшах Кубка країни 2007 року та Суперкубка 2006 року.
У сезоні 2006—2007 встановив новий рекорд результативності у чемпіонатах Хорватії, записавши до свого активу 34 забитих м'ячі у 32 матчах сезону. В останній грі цього сезону 19 травня 2007 року став першим в історії гравцем, що відзначився хет-триком у найпринциповішому протистоянні хорватського футболу — матчі загребського «Динамо» проти сплітського «Хайдука».

### «Арсенал»
Висока результативність форварда «Динамо» привернула до нього увагу з боку європейських грандів і 3 липня 2007 року про підписання контракту з гравцем офіційно повідомили представники лондонського «Арсенала». За оцінками Бі-Бі-Сі трансфер гравця склав 7,5 мільйонів фунтів стерлінгів і він розглядався як заміна французькому нападникові Тьєррі Анрі, який саме полишив лондонський клуб, перейшовши до іспанської «Барселони».
19 серпня 2007 року гравець дебютував у матчах англійської Прем'єр-ліги у грі проти «Блекберн Роверз». Восени 2007 року футболіст нерегулярно з'являвся на полі в іграх чемпіонату, однак відзначався забитими голами в рамках інших змагань, зокрема Ліги чемпіонів УЄФА та розіграшу Кубка Футбольної Ліги. Однак вже у грудні 2007 Едуардо почав частіше виходити на поле у матчах ліги та забивати віжливі для його команди голи, що посприяли піднесенню «Арсенала» на перший рядок турнірної таблиці Прем'єр-ліги у лютому 2008 року.

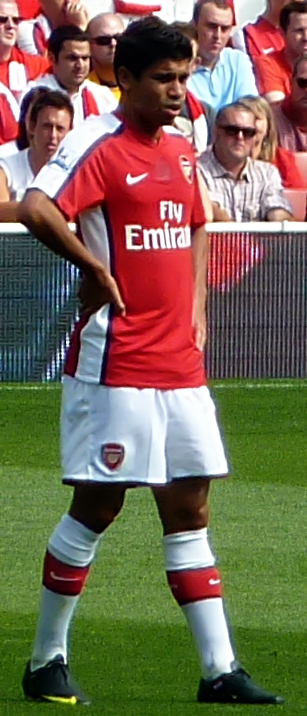
Едуардо під час виступів за «Арсенал». 22 серпня 2009 року

Едуардо лишень почав стабільно потрапляти до стартового складу «Арсенала», коли важка травма — відкритий перелом лівої малої гомілкової кістки — надовго залишила його поза грою. Нападник зазнав травми 23 лютого 2008 у грі проти клубу «Бірмінгем Сіті», коли невдалий підкат захисника суперників Мартіна Тейлора прийшовся у його гомілку. Вигляд відкритого перелому був настільки жахливим, що режисери каналу Sky Sports, який транслював цю гру, вирішили не давати в ефір повтор епізоду із зіткненням Едуардо і Тейлора.
Відновлення гравця після травми зайняло майже рік, наступного разу він вийшов на поле лише 16 лютого 2009 року, у грі розіграшу Кубка Англії проти клубу «Кардіфф Сіті». Нападник відзначив своє повернення до футболу двома голами, одним з гри та другим з пенальті, однак у цій же грі зазнав чегового ушкодження — травми підколінного сухожилля, відновлення від якої тривало два тижні. З початком сезону 2009—2010 почав досить регулярно виходити на поле та протягом року зміг відзначитися 7 голами у 32 іграх у різних турнірах. У листопаді 2009 року уклав з «Арсеналом» новий довготерміновий контракт, однак вже менш ніж через рік лондонський клуб домовився про трансфер гравця до донецького «Шахтаря».

### «Шахтар»
Переходу Едуардо до «Шахтаря» передувала низка заяв президента донецького клубу Ріната Ахметова у липні 2010 про плани щодо придбання висококласного гравця. Після повернення до команди колишнього гравця «Шахтаря» Дмитра Чигринського, який так й не зміг закріпитися у складі «Барселони», було підтверджено, що клуб також має на меті підсилення й аткакуючої ланки команди. Врешті-решт 21 липня 2010 український клуб офіційно повідомив про укладання 4-річного контракту з Едуардо. Трансферна сума не розголошувалася, однак за оцінками Бі-Бі-Сі мала скласти близько 6 мільйонів фунтів стерлінгів. Велику роль в переході Едуардо в «Шахтар» зіграв Даріо Срна його партнер по збірній. «Шахтар» цікавився Едуардо ще три роки тому, коли він виступав за «Динамо». 23 липня 2010 року він був презентований, Едуардо взяв собі 11-й номер. Презентація складалася з прес-конференції з журналістами, після чого Едуардо жонглював м'ячем на «Донбас Арені».

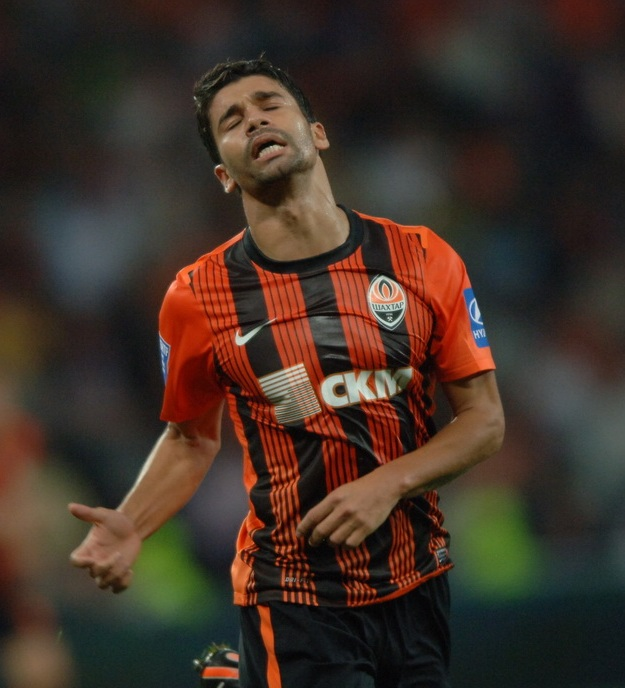
Едуардо під час виступів за «Шахтар». 21 серпня 2011 року

В Прем'єр-лізі України дебютував 7 серпня 2010 року в домашньому матчі проти «Севастополя» (5:0), Едуардо вийшов у стартовому складі і відігравши один тайм він був замінений на Луїса Адріано. Після матчу Луческу залишився задоволений грою Дуду. Перший гол у чемпіонаті забив 21 серпня 2010 року в виїзному матчі проти луцької «Волині» (0:1), Едуардо вийшов на 56 хвилині замість Жадсона, а на 74 хвилині вразив ворота Ісси Ндоє. У Лізі чемпіонів за «Шахтар» дебютував 28 вересня 2010 року у виїзному матчі проти португальської «Браги» (0:3), Едуардо вийшов на поле на 75 хвилині замість Луїса Адріану.
В подальшому стабільно виходив на поле, проте витіснити Адріану з основного складу так і не зумів. Всього у складі донецької команди Едуардо зіграв 113 матчів та забив 36 м'ячів.
7 липня 2014 року стало відомо, що Едуардо залишає «Шахтар», контракт з яким у футболіста скінчився.

### «Фламенгу»
Хорват з Бразилії повернувся до своєї країни. Там де він народився. 17 липня 2014 року на правах вільного агента, Едуарду, підписав контракт з бразильським «Фламенгу». Провів у клубі частину 2014 року і пів 2015. У стані «фла» він зіграв 37 матчів, за які встиг забити 11 м'ячів.

### «Шахтар»
10 липня 2015 року на правах вільного агента повернувся у донецький «Шахтар» і підписав контракт на 1,5 роки. Другий дебют відбувся в матчі проти «Олександрії». Він не міг влитися до основи, але наступного сезону став відігравати роль «джокера». Він майстерно зіграв після виходу на заміну в матчі з «Карпатами». Потім почав частіше й частіше виходити наприкінці матчів. Таким чином він відзначився голом у ворота «Андерлехта». В останніх матчах сезону був на полі з найперших секунд. Таким чином він забив 2 голи «Динамо», а також відзначився голом у ворота «Севільї» в півфіналі Ліги Європи. Після закінчення сезону 2015/16 став найкращим «джокером» в історії чемпіонатів України. 23 грудня 2016 року офіційно залишив «Шахтар».

### «Атлетіку Паранаенсе»
На початку 2017 року став гравцем «Атлетіку Паранаенсе».

## Кар'єра у збірній
Ще в 2002 році Едуардо прийняв хорватське громадянство і наприкінці травня 2004 року дебютував у складі збірної Хорватії U-21 під час фінальної частини тогорічного молодіжного чемпіонату Європи.
А вже 16 листопада 2004 року 21-річний нападник дебютував у складі національної збірної Хорватії у товариській зустрічі з командою Ірландії. У 2005 році провів лише дві товариські зустрічі у складі збірної, в 2006 також нерегулярно одягав форму національної команди і не був включений до складу команди для участі у чемпіонаті світу 2006 року. Стабільно почав запрошуватися до лав збірної восени 2006 року вже новим тренером хорватів Славеном Біличем, який очолив збірну перед початком кваліфікаційного раунду до чемпіонату Європи 2008. Едуардо став одним із героїв цього тріумфального для хорватської збірної кваліфікаційного турніру. Збірна Хорватії здобула 9 перемог та 2 нічиї у 12 іграх своєї групи та зайняла перше місце, обійшовши збірні Росії та Англії. У цих 12 матчах Едуардо відзначився 10 забитими голами, у тому числі хет-триком у грі проти збірної Ізраїлю, в якій хорвати перемогли з рахунком 4:3.
Найкращий нападник збірної Хорватії у кваліфікаційному раунді не зміг допомогти своїй команді під час фінальної частини Євро-2008 через отриману на початку року важку травму. Поновив виступи за збірну на початку 2009 року.
Усього відіграв за головну команду Хорватії у 64 матчах, забивши при цьому 29 голів.

## Статистика виступів

### Клубна
Станом на кінець сезону 2013-14
| Клуб              | Сезон             | Чемпіонат | Чемпіонат | Кубок | Кубок | Єврокубки | Єврокубки | Інші | Інші | Всього | Всього |
| Клуб              | Сезон             | Ігри      | Голи      | Ігри  | Голи  | Ігри      | Голи      | Ігри | Голи | Ігри   | Голи   |
| ----------------- | ----------------- | --------- | --------- | ----- | ----- | --------- | --------- | ---- | ---- | ------ | ------ |
| Динамо З          | 2001-02           | 4         | 0         | ?     | ?     | -         | -         | -    | -    | ?      | ?      |
| Інтер З           | 2002-03           | 15        | 10        | ?     | ?     | -         | -         | -    | -    | ?      | ?      |
| Динамо З          | 2003-04           | 24        | 9         | ?     | ?     | 6         | 1         | 1    | 1    | ?      | ?      |
| Динамо З          | 2004-05           | 21        | 10        | ?     | ?     | 7         | 1         | 1    | 0    | ?      | ?      |
| Динамо З          | 2005-06           | 27        | 20        | ?     | ?     | -         | -         | -    | -    | ?      | ?      |
| Динамо З          | 2006-07           | 32        | 34        | ?     | ?     | 6         | 5         | 1    | 1    | ?      | ?      |
| Всього            | Всього            | 123       | 83        | ?     | ?     | 19        | 7         | 3    | 1    | ?      | ?      |
| Арсенал           | 2007-08           | 17        | 4         | 3     | 1     | 6         | 3         | 5    | 4    | 31     | 12     |
| Арсенал           | 2008-09           | -         | -         | 2     | 3     | 2         | 0         | -    | -    | 4      | 3      |
| Арсенал           | 2009-10           | 24        | 3         | 2     | 1     | 5         | 2         | 1    | 0    | 32     | 6      |
| Всього            | Всього            | 41        | 7         | 7     | 5     | 13        | 5         | 6    | 4    | 67     | 21     |
| Шахтар            | 2010-11           | 22        | 6         | 3     | 2     | 8         | 4         | -    | -    | 33     | 12     |
| Шахтар            | 2011-12           | 16        | 5         | 1     | 2     | 5         | 0         | -    | -    | 22     | 7      |
| Шахтар            | 2012-13           | 20        | 4         | 4     | 0     | 3         | 0         | 1    | 0    | 28     | 4      |
| Шахтар            | 2013-14           | 23        | 9         | 5     | 4     | 2         | 0         | -    | -    | 30     | 13     |
| Всього            | Всього            | 81        | 24        | 13    | 8     | 18        | 4         | 1    | 0    | 113    | 36     |
| Всього за кар'єру | Всього за кар'єру | 245       | 114       | ?     | ?     | 50        | 16        | 10   | 6    | ?      | ?      |

- Інші — Національний суперкубок та Кубок Ліги

### Голи за національну збірну
| Гол | Дата              | Місце                         | Суперник             | Рахунок | Результат | Змагання           |
| --- | ----------------- | ----------------------------- | -------------------- | ------- | --------- | ------------------ |
| 01  | 1 лютого 2006     | Гонконг                       | Гонконг              | 0 — 3   | 0 — 4     | товариський турнір |
| 02  | 16 серпня 2006    | Ліворно, Італія               | Італія               | 0 — 1   | 0 — 2     | товариська         |
| 03  | 11 жовтня 2006    | Загреб, Хорватія              | Англія               | 1 — 0   | 2 — 0     | відбір до ЧЄ 2008  |
| 04  | 15 листопада 2006 | Рамат-Ґан, Ізраїль            | Ізраїль              | 1 — 2   | 3 — 4     | відбір до ЧЄ 2008  |
| 05  | 15 листопада 2006 | Рамат-Ґан, Ізраїль            | Ізраїль              | 1 — 3   | 3 — 4     | відбір до ЧЄ 2008  |
| 06  | 15 листопада 2006 | Рамат-Ґан, Ізраїль            | Ізраїль              | 2 — 4   | 3 — 4     | відбір до ЧЄ 2008  |
| 07  | 24 березня 2007   | Загреб, Хорватія              | Північна Македонія   | 2 — 1   | 2 — 1     | відбір до ЧЄ 2008  |
| 08  | 2 червня 2007     | Таллінн, Естонія              | Естонія              | 0 — 1   | 0 — 1     | відбір до ЧЄ 2008  |
| 09  | 22 серпня 2007    | Сараєво, Боснія і Герцеговина | Боснія і Герцеговина | 0 — 1   | 3 — 5     | товариська         |
| 10  | 8 вересня 2007    | Загреб, Хорватія              | Естонія              | 1 — 0   | 2 — 0     | відбір до ЧЄ 2008  |
| 11  | 8 вересня 2007    | Загреб, Хорватія              | Естонія              | 2 — 0   | 2 — 0     | відбір до ЧЄ 2008  |
| 12  | 12 вересня 2007   | Андорра-ла-Велья, Андорра     | Андорра              | 0 — 5   | 0 — 6     | відбір до ЧЄ 2008  |
| 13  | 13 жовтня 2007    | Загреб, Хорватія              | Ізраїль              | 1 — 0   | 1 — 0     | відбір до ЧЄ 2008  |
| 14  | 1 квітня 2009     | Андорра-ла-Велья, Андорра     | Андорра              | 0 — 2   | 0 — 2     | відбір до ЧС 2010  |
| 15  | 12 серпня 2009    | Мінськ, Білорусь              | Білорусь             | 0 — 2   | 1 — 3     | відбір до ЧС 2010  |
| 16  | 9 вересня 2009    | Лондон, Англія                | Англія               | 1 — 4   | 1 — 5     | відбір до ЧС 2010  |
| 17  | 14 листопада 2009 | Вінковці, Хорватія            | Ліхтенштейн          | 3 — 0   | 5 — 0     | товариська         |
| 18  | 14 листопада 2009 | Вінковці, Хорватія            | Ліхтенштейн          | 4 — 0   | 5 — 0     | товариська         |
| 19  | 9 лютого 2011     | Пула, Чехія                   | Чехія                | 0 — 1   | 2 — 4     | товариська         |
| 20  | 6 вересня 2011    | Загреб, Хорватія              | Ізраїль              | 2-1     | 3-1       | відбір до ЧЄ 2012  |
| 21  | 6 вересня 2011    | Загреб, Хорватія              | Ізраїль              | 3-1     | 3-1       | відбір до ЧЄ 2012  |
| 22  | 11 жовтня 2011    | Рієка, Хорватія               | Латвія               | 1-0     | 2-0       | відбір до ЧЄ 2012  |
| 23  | 2 червня 2012     | Осло, Норвегія                | Норвегія             | 0-1     | 1-1       | товариська         |
| 24  | 15 серпня 2012    | Спліт, Хорватія               | Швейцарія            | 1-1     | 2-4       | товариська         |
| 25  | 15 серпня 2012    | Спліт, Хорватія               | Швейцарія            | 2-3     | 2-4       | товариська         |
| 26  | 16 жовтня 2012    | Осієк, Хорватія               | Уельс                | 2-0     | 2-0       | відбір до ЧС 2014  |
| 27  | 26 березня 2013   | Свонсі, Уельс                 | Уельс                | 2-1     | 2-1       | відбір до ЧС 2014  |
| 28  | 14 серпня 2013    | Вадуц, Ліхтенштейн            | Ліхтенштейн          | 0-1     | 2-3       | товариська         |
| 29  | 14 серпня 2013    | Вадуц, Ліхтенштейн            | Ліхтенштейн          | 2-3     | 2-3       | товариська         |

## Досягнення

### Командні
«Динамо»
- Чемпіон Хорватії: 2005-06, 2006-07
- Володар Кубка Хорватії: 2003-04, 2006-07
- Володар Суперкубка Хорватії: 2003, 2006

«Шахтар»
- Чемпіон України: 2010-11, 2011-12, 2012-13, 2013-14
- Володар Кубка України: 2010-11, 2011-12, 2012-13, 2015-16
- Володар Суперкубка України: 2012, 2013, 2015
- Півфіналіст Ліги Європи: 2015-16

«Легія»
- Володар Кубка Польщі: 2017–18

### Особисті
- Футболіст року в Хорватії (2) 2006, 2007
- Найкращий бомбардир чемпіонату Хорватії (1) : 2006-07
- Найкращий бомбардир Кубку України (1) : 2013/14 (4 голи, разом з Андрієм Ярмоленком)
- Найкращий гравець «Шахтаря» в сезоні 2015—2016 за версією вболівальників.